# Thomas Vásquez de Liaño
Thomas Vásquez de Liaño (1546 - 28 de dezembro de 1599) foi um prelado católico romano que serviu como bispo do Paraguai (1596–1599).

## Biografia
No dia 18 de dezembro de 1596, Thomas Vásquez de Liaño foi nomeado durante o papado de Clemente VIII como Bispo do Paraguai. Liaño faleceu antes de ser consagrado bispo, a 28 de dezembro de 1599.